# Jean-Claude Fournier

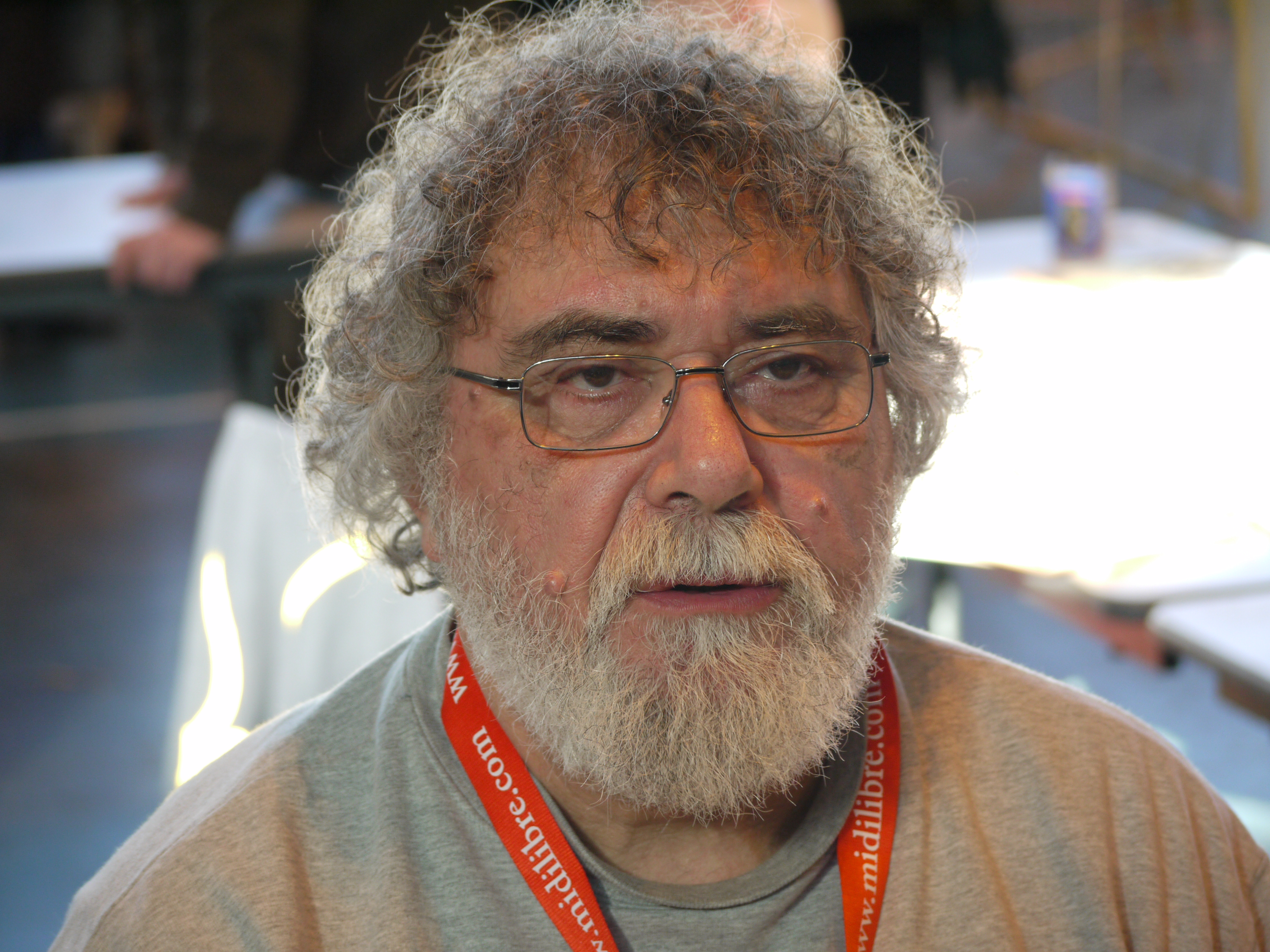
Jean-Claude Fournier, 2010

Jean-Claude Fournier ist ein französischer Comic-Zeichner und -Autor bretonischer Herkunft, geboren am 21. Mai 1943 in Paris und aufgewachsen in Saint-Quay-Portrieux in der Bretagne.

## Leben
Um Kunst zu studieren, kehrte Fournier 1963 nach Paris zurück, wo er das Lycée Claude Bernard besuchte. 1966 lernte er André Franquin kennen, einen der Starzeichner des Magazins Spirou und verantwortlich für dessen Titelserie. Fournier veröffentlichte seine erste Comic-Serie Bizu ab 1967 in diesem Magazin. Als Franquin sich ein Jahr später von Spirou und Fantasio zurückzog, wurde Fournier etwas überraschend mit der Fortführung der Serie betraut. Um den Übergang zu erleichtern, zeichnete Franquin in Fourniers erstem Spirou-Abenteuer, dem 1969 veröffentlichten Le Faiseur d'or (dt. Die Goldmacher), noch seine Figur des Marsupilamis, die er sich danach jedoch für eigene Projekte vorbehielt.
Später griff Fournier zunehmend politische Themen auf, mit denen er die Serie für neue Einflüsse öffnete. Insgesamt zeichnete er neun Alben der Serie, bevor er sich Ende 1979 von ihr zurückzog, da Verleger Charles Dupuis ein häufigeres Erscheinen der Titelfigur des Magazins wünschte und weitere Zeichner mit ihr beauftragen wollte, was Fournier missfiel. Letztlich übertrug der Verlag Spirou und Fantasio Tome und Janry, die inhaltlich wieder deutlich mehr Bezug zu André Franquin herstellten und insgesamt 14 Alben zeichnen sollten.
Für Fournier bedeutete das, dass er sich nun wieder voll und ganz Bizu widmete, nachdem er die Serie in seiner Zeit als Spirou-Zeichner bis auf wenige, vereinzelte Kurzgeschichten hatte ruhen lassen müssen. 1986 erschienen somit gleich zwei Alben mit dem bretonischen Kobold, diesmal im Verlag Fleurus, ehe Fournier mit ihm wieder zu Dupuis zurückfand, wo bis 1994 noch einmal vier Alben veröffentlicht wurden. 
Anschließend zeichnete er für das Spirou-Magazin von 1995 bis 2005 die makabere Gag-Serie Les Crannibales nach Szenarios von Zidrou, die es auf acht Alben brachte (auf dt. ist nur eines erschienen unter dem Titel Die Kannibalen, 2004).
2008/2012 löste er sich mit dem Zweiteiler Les Chevaux du vent (dt. Die Windpferde, 2017) nach einem Szenario von Christian Lax vom rein humoristischen Stil und legte eine Erzählung vor, die angesiedelt im späten 19. Jahrhundert im Himalaya ein ernsthaftes Thema aufgreift. Dafür nutzte er nicht nur vermehrt realistische Zeichenelemente, sondern auch erstmals das Verfahren der couleur directe. Ähnlich angelegt ist ein weiterer Zweiteiler, Plus près de toi von 2017/2021 nach einem Szenario von Kris, in dem es um senegalesische Kriegsgefangene in der Bretagne während des Zweiten Weltkriegs geht und deren Beziehungen zur einheimischen Bevölkerung.
2024 veröffentlichte Fournier eine Art gezeichnete Autobiografie in Anekdoten unter dem Titel Ma Vie de rêves bei Daniel Maghen.